# 雙魚座GUb
雙魚座GUb（GU Piscium b、GU Psc b）是一顆以直接攝影方式發現的行星質量天體。它和母恆星雙魚座GU的軌道半長軸高達2,000 AU（3.0×1011 km），並且在天球上的視角距離達到42角秒。該行星在天球上的座標為赤經01h 12m 36.48s，赤緯+17° 04′ 31.8″，距離地球約48 pc（160 ly）。

## 特徵
雙魚座GUb環繞質量為太陽三分之一的母恆星週期為16.3萬年，如果該行星的軌道是半長軸為2000天文單位的軌道。該行星是類木行星。該行星在天球上位於雙魚座，質量為木星的9到13倍，表面溫度約1000 K
該恆星與母恆星是年輕星協劍魚座AB移動星群的成員星。該星群約有30顆約1億年以內形成於同一個分子雲內的主要成員星，目前該星群中已觀測的90顆恆星中只發現了1顆系外行星 。

## 發現
加拿大蒙特利尔大学的天文學家 Marie-Eve Naud 領導的國際團隊使用雙子星天文台、莫干迪克峰天文台、加法夏望遠鏡和凱克天文台的觀測資料發現了雙魚座GU。該行星因為距離母恆星極遠，讓天文學家得以合併紅外線和可見光影像發現它。天文學家希望裝設於智利的雙子星行星成像儀能發現距離母恆星比雙魚座GUb近得多的行星。
天文學家也使用北雙子星望遠鏡的 GNIRS 攝譜儀獲得了雙魚座GUb的近紅外線光譜資料，資料顯示該行星的低表面重力，代表它是年輕行星。在紅外線 H 和 K 波段對應恆星光譜 T3.5 型的部分偵測到了弱甲烷吸收反應 。

## 延伸閱讀
- Marie-Eve Naud, Étienne Artigau, Lison Malo, Loïc Albert, René Doyon, David Lafrenière, Jonathan Gagné, Didier Saumon, Caroline V. Morley, France Allard, Derek Homeier, Charles A. Beichman, Christopher R. Gelino, Anne Boucher. . The Astrophysical Journal. 12 May 2014, 787 (1): 16 (May 2014). Bibcode:2014ApJ...787....5N. arXiv:1405.2932 . doi:10.1088/0004-637X/787/1/5. 5.